# Görögtűz

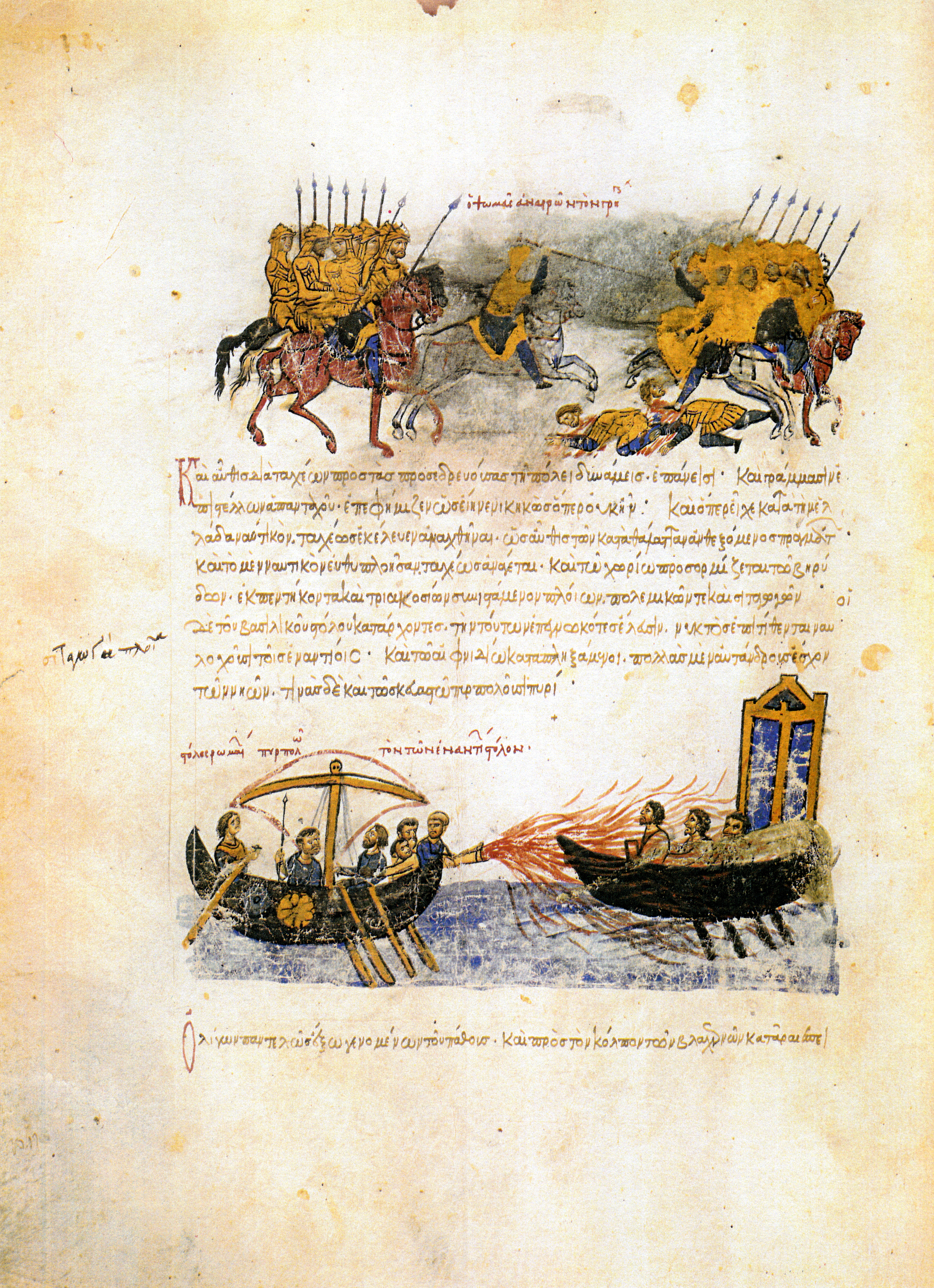
Görögtűz a Madridi Skylitzes kéziratban

A görögtűz (bizánci tűz, tűzár, folyékony tűz; görögül: Υγρό Πυρ igró pyr) a Bizánci Birodalom által használt égőfolyadék-fegyver volt, amelyet többnyire tengeri csatákban alkalmaztak, nagy hatékonysággal, hiszen az anyag összetétele folytán tüze vízzel nem oltható. Számos győzelemhez segítette a bizánciakat, ezzel jelentősen hozzájárult a birodalom hosszú fennmaradásához. A pontos összetétel titkos volt, és ma sem ismert. Egy korabeli csata résztvevője ezt javasolta társainak: „Amikor ránkhajítják a tüzet, omoljunk térdre és könyökünkre és imádkozzunk az Úrhoz, hogy mentsen meg ettől a veszélytől.”

## Története
A görögtűz eredete az antik Görögországba nyúlik vissza. I. e. 500-ban Thuküdidész már „görögtűzként” nevezi meg ezt a harci eszközt, melynek az egyik legfőbb jellemzője az anyagából adódóan az, hogy vízzel nem lehet eloltani.
Szinte csak hadászati célra használták az évszázadok során. Volt, hogy nyílvesszők végére rakták és meggyújtották. Gyakran agyagedénybe helyezték és meggyújtották az alapanyagokat és így égették porrá az ellenség hajóit, illetve katonáit, akár vízen, akár szárazföldön. Sextus Tulius Africanus római császári mérnök írja le a hozzávaló alapanyagokat: salétrom, nafta, kén, szurok, égetett mész, gyanta, kardamoniai pirit.
Feltételezik, hogy a 7. században egy Kallinikosz nevű szíriai vegyész továbbfejlesztette és lángvetőt készített úgy, hogy az eleggyel érintkező vizet lőtt az ellenséges hajókra, amiket ez elpusztított. Számos csatát ismerünk, amit a bizánci császárok a nagy titok övezte fegyverrel nyertek meg. Olyannyira titkos volt, hogy a Hagia Szophia templomban egy bronztáblán rögzítették is, hogy aki elárulja az összetételt, az hazaáruló és nem igazi keresztény ember. A 13. században már többfelé találkozni lehet a görögtűzzel, amit már Marcus Graecus az 1250-ben írott tűzkönyvében közzétesz. Ekkoriban már az égőelegy összetételének fontosságáról is értekeztek. Korom, salétrom, mész, kén, kősó stb. anyagokat használtak égőelegyként.
Napjainkban a görögtűznek nevezett pirotechnikai eszközt futballmérkőzéseken a szurkolók is szívesen használják látványosság céljából, viszont ennek a nevén kívül semmi köze nincs a történelmi fegyverhez.